# 大幡しえり
大幡 しえり（おおはた しえり、1998年〈平成10年〉11月5日 - ）は、日本の元女優。
埼玉県出身。エイベックス・マネジメントに所属していた。

## 略歴
- 2016年、原宿でスカウトされる[4]。
- 2017年、映画『ひるなかの流星』で女優デビューを果たす[5][2][3]。
- 2018年、平成仮面ライダーシリーズ『仮面ライダージオウ』にて、ヒロイン・ツクヨミ役で出演。
- 2020年3月30日よりフジテレビ系列『めざましテレビ』の『イマドキ』のコーナーにてイマドキガールを務めていた。

## 人物
- 好きな食べ物は、オムライス[1]。
- 好きなスポーツは、テニス[1]。
- 仮面ライダーシリーズは唯一『仮面ライダー電王』を観ていたという[3]。
- 『仮面ライダージオウ』の共演者らからは「天然」と評されている[2]。
- 『ジオウ』で演じたツクヨミは激辛好きという設定だが、大幡本人は辛いものは苦手であるという[3]。
- 小学2年生のころに一度ベリーショートにしてから『未満警察 ミッドナイトランナー』での役作りのためにボブにするまで13年近くセミロング～ロングの長さをキープしていた[6]。

## 出演

### ドラマ

#### テレビドラマ
- 女囚セブン（2017年4月21日 - 6月9日、テレビ朝日） - 菊池徹子 役[7]
- 先に生まれただけの僕（2017年10月14日 - 12月16日、日本テレビ） - 石田沙里依 役[8]
- 監獄のお姫さま 第3話 - 最終話（2017年10月31日 - 12月19日、TBS） - 高山沙也香 役[4]
- コンフィデンスマンJP 第9話（2018年6月4日、フジテレビ） - 応援する女子 役[9]
- 覚悟はいいかそこの女子。（2018年6月25日 - 7月23日、MBS） - 中岡優奈 役[10]
- ヒモメン（2018年7月28日 - 9月8日、テレビ朝日） - 大庭美々 役[11]
- 仮面ライダージオウ（2018年9月2日 - 2019年8月25日、テレビ朝日） - ヒロイン・ツクヨミ / 仮面ライダーツクヨミ 役[12][注 1]
- ドクターX〜外科医・大門未知子〜 第6シリーズ 第5話（2019年11月14日、テレビ朝日） - ヤンキーカップル 役[13]
- 恋はつづくよどこまでも 第2話（2020年1月21日、TBS） - 五十嵐優 役[14]
- ホームルーム（2020年1月24日 - 3月27日、MBS） - 白鳥奈々 役[15][16]
- サイレント・ヴォイス 行動心理捜査官・楯岡絵麻 season2 第4話（2020年5月2日、BSテレビ東京） - 月影久美子 役[17]
- 未満警察 ミッドナイトランナー（2020年6月27日 - 9月5日、日本テレビ） - 橘冬美 役[18]
- 青きヴァンパイアの悩み 第3話・第4話（2021年2月22日・3月1日、TOKYO MX） - 桜田桃香 役[19]
- 遺留捜査 第6シリーズ 第8話（2021年3月4日、テレビ朝日） - 西沢紗香 役[20]
- 脳科学弁護士 海堂梓 ダウト（2021年4月12日、テレビ東京） - 白間絵里 役
- ドラゴン桜 第2シリーズ（2021年4月25日 - 6月27日、TBS） - 瀬戸玲 役[21]
- TOKYO MER〜走る緊急救命室〜 第10話（2021年9月5日、TBS） - 大杉円佳 役[22]

#### ウェブドラマ
- 仮面ライダーシリーズ
  - 仮面ライダージオウ 補完計画（2018年9月2日 - 12月23日、東映特撮ファンクラブ） - ツクヨミ 役
  - RIDER TIME 仮面ライダージオウ VS ディケイド/7人のジオウ!（2021年2月9日 - 21日、TELASA） - ツクヨミ / 仮面ライダーツクヨミ 役[23]
  - 仮面ライダージャンヌ&仮面ライダーアギレラ withガールズリミックス 第3話（2022年9月11日、東映特撮ファンクラブ） - ツクヨミ / 仮面ライダーツクヨミ 役[24]
- じゃない方の夜〜恋は突然、生まれない。〜 第7話・第8話（2021年11月22日・29日、Paravi） - カナ 役[25]

### 映画
- ひるなかの流星（2017年3月24日） - 亀吉奈々 役[5]
- あのコの、トリコ。（2018年10月5日） - 咲 役[26]
- 覚悟はいいかそこの女子。（2018年10月12日） - 中岡優奈 役[27]
- 仮面ライダーシリーズ
  - 平成仮面ライダー20作記念 仮面ライダー平成ジェネレーションズ FOREVER（2018年12月22日） - ツクヨミ 役[28]
  - 劇場版 仮面ライダージオウ Over Quartzer（2019年7月26日） - ツクヨミ 役[29]
  - 仮面ライダー 令和 ザ・ファースト・ジェネレーション（2019年12月21日） - ツクヨミ / 仮面ライダーツクヨミ 役[30]

### オリジナルビデオ
- 仮面ライダーシリーズ
  - てれびくん超バトルDVD 仮面ライダービビビのビビルゲイツ（2019年9月） - ツクヨミ 役
  - 仮面ライダージオウ NEXT TIME ゲイツ、マジェスティ（2020年4月22日、東映ビデオ） - ツクヨミ / 仮面ライダーツクヨミ 役[31]

### 舞台
- 雲のむこう、約束の場所（2018年4月20日 - 24日、東京国際フォーラム / 5月2日、NHK大阪ホール） - 笠原真希 役[32][33]

### ミュージックビデオ
- 感覚ピエロ「さよなら人色」（2018年）[34]

### CM・広告
- 資生堂 IHADA 「イハダ アレルスクリーンEX」（2019年）
- ソフトバンク「タカラモノ、いつまでも」（2021年）
- 株式会社ポケモン New ポケモンスナップ「見つけた、 夏のひとやすみ」篇（2021年）[35]

### ゲーム
- 仮面ライダーバトル ガンバライジング（2020年6月18日、アーケード） - 仮面ライダーツクヨミ 役[36]
- 仮面ライダー シティウォーズ（2020年、iOS・Android） - 仮面ライダーツクヨミ 役[37]
- 仮面ライダーバトル ガンバレジェンズ（2023年、アーケード） - 仮面ライダーツクヨミ 役

### 玩具
- 仮面ライダージオウ DXメモリアルライドウォッチセット（2020年1月） - ツクヨミ 役

## ディスコグラフィ

### キャラクターソング
| 発売日       | 商品名                         | 歌                                            | 楽曲             | 備考                                     |
| ------------ | ------------------------------ | --------------------------------------------- | ---------------- | ---------------------------------------- |
| 2019年5月1日 | 平成仮面ライダー20作記念ベスト | ツクヨミ（大幡しえり） with 仮面ライダーGIRLS | 「月の満ちる時」 | テレビドラマ『仮面ライダージオウ』関連曲 |